# Tirreno-Adriatico 1976
Tirreno-Adriatico 1976 est la 11e édition de la course cycliste par étapes italienne Tirreno-Adriatico. L’épreuve se déroule sur cinq étapes entre le 12 et le 16 mars 1976, sur un parcours final de 882 km.
Le vainqueur de la course pour la cinquième année consécutive est le Belge Roger De Vlaeminck (Brooklyn).

## Classements des étapes
| Étape | Date    | Villes étapes                         | km    | Vainqueur d’étape        | Leader du classement général |
| ----- | ------- | ------------------------------------- | ----- | ------------------------ | ---------------------------- |
| 1     | 12 mars | Santa Marinella - Fiuggi Alta         | 197,0 | Giuseppe Perletto (ITA)  | Giuseppe Perletto (ITA)      |
| 2     | 13 mars | Ferentino - Monte Livata              | 155,0 | Eddy Merckx (BEL)        | Eddy Merckx (BEL)            |
| 3     | 14 mars | Subiaco - Tortoreto Lido              | 247,0 | Roger De Vlaeminck (BEL) | Roger De Vlaeminck (BEL)     |
| 4     | 15 mars | Tortoreto - Civitanova Marche         | 184,0 | Roger De Vlaeminck (BEL) | Roger De Vlaeminck (BEL)     |
| 5a    | 16 mars | S.B del Tronto - S.B del Tronto       | 81,0  | Rik Van Linden (BEL)     | Roger De Vlaeminck (BEL)     |
| 5b    | 16 mars | S.B del Tronto - S.B del Tronto (clm) | 18,0  | Roger De Vlaeminck (BEL) | Roger De Vlaeminck (BEL)     |

## Classement général
|    | Cycliste                 | Pays     | Équipe    | Temps            |
| -- | ------------------------ | -------- | --------- | ---------------- |
| 1  | Roger De Vlaeminck       | Belgique | Brooklyn  | 23 h 39 min 13 s |
| 2  | Eddy Merckx              | Belgique | Molteni   | + 53 s           |
| 3  | Gianbattista Baronchelli | Italie   | Scic      | + 1 min 36 s     |
| 4  | Francesco Moser          | Italie   | Sanson    | + 1 min 53 s     |
| 5  | Giancarlo Bellini        | Italie   | Brooklyn  | + 2 min 05 s     |
| 6  | Wladimiro Panizza        | Italie   | Scic      | + 2 min 43 s     |
| 7  | Felice Gimondi           | Italie   | Bianchi   | + 3 min 01 s     |
| 8  | Roberto Poggiali         | Italie   | Sanson    | + 3 min 26 s     |
| 9  | Franco Bitossi           | Italie   | Zonca     | + 3 min 27 s     |
| 10 | Giuseppe Perletto        | Italie   | Magniflex | + 3 min 46 s     |